# Harrisomyia
Harrisomyia is een geslacht van steltmuggen (Limoniidae). Het geslacht telt twee soorten en komt voor in Nieuw-Zeeland.

## Soorten
- Harrisomyia bicuspidata
- Harrisomyia terebrella